# Željko Zovko
Željko Zovko (* 6. September 1953) ist ein ehemaliger kroatischer Handballspieler und -trainer.

## Werdegang
Zovko, dessen Brüder Zdravko und Viktor ebenfalls Handball spielten, bestritt für Jugoslawien acht Junioren- und 19 A-Länderspiele. Auf Vereinsebene spielte er zunächst von 1966 bis 1972 bei R.K Brod, 1972 bei R.K Zenica und von 1972 bis 1981 bei R.K. Medveščak Zagreb. Zur Saison 1981/82 wechselte er zum deutschen Bundesligisten TV Hüttenberg, 1982 ging er innerhalb des Landes zum Regionalligisten SG Wallau/Massenheim. Im November 1982 wurden Zovko (als Spielertrainer) und Manfred Meudt mit den Traineraufgaben betraut, nachdem sich Wallau-Massenheim von Trainer Fritz-Peter Schermuly getrennt hatte. Zovko und Maudt führten die Mannschaft 1983 zum Zweitligaaufstieg. Anschließend widmete sich Zovko wieder seiner Tätigkeit als Spieler: In der Saison 1983/84 gelang ihm mit Wallau-Massenheim unter Leitung von Trainer Horst Spengler der Aufstieg in die Handball-Bundesliga. Im Laufe der Bundesliga-Saison 1984/85 sprang Zovko wieder als Spielertrainer ein, als Spengler sein Amt im März 1985 abgab. Zovko konnte Wallau-Massenheim aber nicht mehr vor dem Abstieg in die 2. Bundesliga retten. Zu Beginn des Spieljahres 1986/87 war er erneut Spielertrainer, Mitte November 1986 kam es zur Trennung, Zovko wechselte zu Eintracht Wiesbaden in die 2. Bundesliga. In Wiesbaden blieb der Rückraumspieler bis zum Ende der Saison 1986/87, schloss sich dann dem Verein TV Eitra an. Dort war Zovko bis 1990 Spielertrainer, hernach bis 1993 Trainer. Als er beim TV Eitra begann, spielte die Mannschaft in der Oberliga, 1991 führte er sie zum Bundesliga-Aufstieg.
Nach dem Weggang aus Eitra waren seine folgenden Trainertätigkeiten: R.K. Medveščak Zagreb (1993/94; Kroatien), R.K. Krško (1995 bis 1997; Slowenien), R.K. Brodomerkur Split (1997/98; Kroatien), R.K. Medveščak Zagreb (2000/01; Kroatien), Al Sadd Sport Club Doha (2005/06; Katar), R.K. Krško (2006 bis 2008; Slowenien) und R.K. Poreč (2008/09; Kroatien). Im Jahr 2009 war Zovko als Berater des iranischen Handballverbands tätig, arbeitete bis Jahresende 2009 auch für den kroatischen Verband, in der Saison 2010/11 hatte er erneut das Traineramt beim kroatischen Verein R.K. Medveščak Zagreb inne.
Mit seinen Söhnen Lovro und Josip gründete er ein Unternehmen mit Sitz in Stuttgart, das Handball- und Tennisspieler berät sowie Trainings- und Fortbildungsveranstaltungen in den beiden Sportarten durchführt.